# 27478 Kevinbloh
27478 Kevinbloh este un asteroid din centura principală de asteroizi.

## Descriere
27478 Kevinbloh este un asteroid din centura principală de asteroizi. A fost descoperit pe 4 aprilie 2000 la Socorro, New Mexico, în cadrul proiectului LINEAR. Asteroidul prezintă o orbită caracterizată de o semiaxă mare de 2,52 ua, o excentricitate de 0,02 și o înclinație de 4,9° în raport cu ecliptica.